# جايسون بريغز
جايسون بريغز (بالإنجليزية: Jason Briggs)‏ هو مدرب تزلج فني ‏ بريطاني، ولد في 1971.

## وصلات خارجية
- جايسون بريغز على موقع أوليمبيديا (الإنجليزية)